# ليلة اكتمال القمر
ليلة اكتمال القمر (بالفارسية: شبی‌ که ماه کامل شد) فيلم درامي إيراني تم انتاجه عام 2019 من إخراج وتأليف نرجس أبيار وانتاج المنتج محمد حسين قاسمي زوج أبيار. يسلط الفيلم الضوء على القصة الحقيقية لشقيق وزوجة شقيق عبد الملك ريغي، الزعیم السابق لجماعة جندالله الارهابیة في مقاطعة سيستان وبلوشستان جنوب شرق إيران.
حصد الفيلم 7 جوائز عنقاء بلورية في مهرجان الفجر السينمائي الدولي في دورته ال 37 لعام 2019.
سافرت المخرجة نرجس أبيار إلى المناطق ذات الصلة لجمع معلومات حول إخوة ريغي ومجموعتهم العرقية. وفي مؤتمر صحفي وصفت أبيار قبيلة ريغي بأنها «قبيلة محترمة»، وقالت: «إنهم يريدون فيلمًا يميزهم عن إخوان ريغي».

## القصة
يسرد الفيلم القصة الحقيقية لزواج عبد الحميد ريغي وفائزة منصوري، اللذين التقيا عندما كان عبد الحميد يعمل في متجر في أحد الأسواق في زاهدان وكانت فائزة ووالدتها من زبائن المتجر. عبد الحميد هو الشقيق الأصغر لعبد الملك ريغي، زعيم جماعة جند الله الإرهابية المتمردة في جنوب شرق إيران والتي تدعمها طالبان. تزوج عبد الحميد فائزة ثم أجبرها على الانتقال إلى باكستان مع شقيقها شهاب. فأصبحت هناك فائزة وشقيقها محاصرين في أنشطة جند الله.
اكتشفت عائلة فائزة بأن ابنتهما أسرت من قبل جند الله في باكستان. قامت الجماعة الإرهابية بقطع رأس شهاب لأنهم كانوا يعتقدون بأنه عميل إيراني. ثم اتصل عبد الملك ريغي بوالدة فائزة، وطلب منها أن تشاهد شريط فيديو عن قطع رأس ابنها على قناة العربية في الليلة التالية. بعد فترة تتوفر فرصة لفائزة للهروب من باكستان لكنها تختار البقاء من أجل أطفالها الثلاثة. ثم بناءً على أوامر عبد الملك، قتل عبد الحميد زوجته فائزة أثناء نومها.
وفي عام 2010، عندما كان يسافر عبد الملك إلى بيشكك من دبي على متن طائرة إيرباص، اجبر ضابط المخابرات الإيرانية الطائرة على الهبوط في إيران، فتم اعتقال عبد الملك ريغي وشقيقه عبد الحميد. وبعد أن أدانتهم المحكمة بعشرات الأفعال الإجرامية، تم إعدامهم في العام نفسه. وفي تلك الفترة، اتهم المسؤولون الإيرانيون الولايات المتحدة وبعض الدول العربية بتمويل أنشطة عبد الملك ريغي. أخبر الضباط الذين اعتقلوا إخوة ريغي وهم لم يكشفوا عن هويتهم، وسائل الإعلام الإيرانية أن عبد الملك كان في طريقه للقاء الدبلوماسي ريتشارد هولبروك بالقرب من بيشكك.

## الممثلون
- إلناز شاكردوست- فائزة المنصوري
- هوتن شكيبا- عبد الحميد ريجي
- ارمين رحيميان- عبد المالك ريجي
- فرشته صدر عرفائي-أم لأخوة ريجي
- بدرام شريفي- شهاب، شقيق فايزة
- شبنام مقدمي- أم فائزة وشهاب

## الجوائز

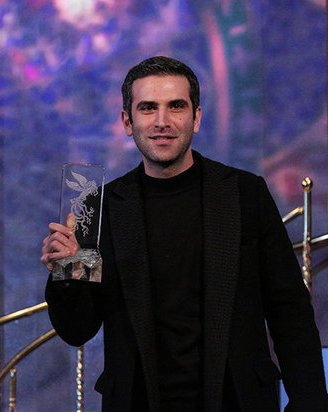
نجح هوتن شكيبا في حصد جائزة أفضل ممثل في دور رئيسي بفيلم "ليلة اكتمال القمر" في مهرجان فجر السينمائي

حصد فيلم ليلة اكتمال القمر 7 جوائز عنقاء بلورية في مهرجان الفجر السينمائي الدولي في دورته ال 37 لعام 2019؛ وهي كالتالي: جائزة أفضل فيلم، وأفضل مخرجة (نرجس آبيار)، وأفضل ممثلة دور رئيسي (إلناز شاكردوست)، وأفضل ممثل دور رئيسي (هوتن شكيبا)، وأفضل ممثلة دور ثاني (فرشتة صدر عرفائي)، وأفضل ماكيير (ايمان أميدواري)، أفضل مصمم أزياء (محمدرضا شجاعي).
وقالت المخرجة بعد أن تلقت جائزتها أن «هذه الجائزة قيمة حقًا بالنسبة لي وأنا فخورة بها». ومنح منتج الفيلم محمد حسين قاسمي، زوج أبيار جائزته لأفضل فيلم، إلى أعظم محسن دوست، والدة فائزة وشهاب.
وحازت الممثلة إلناز شاكر دوست أيضا على جائزة أفضل ممثلة عن دورها في الفيلم، في قسم الافلام الروائية الطويلة لمهرجان «کارسون» للافلام السياسية في فرنسا. كما حصد الفيلم جائزة أفضل فيلم حسب راي هيئة التحكيم الطلابي. كما فاز باربع جوائز خلال مشاركته في حدثين سينمائيين على الصعيد الدولي.

## روابط خارجية
- ليلة اكتمال القمر على موقع IMDb (الإنجليزية)
- ليلة اكتمال القمر على موقع قاعدة بيانات الفيلم (الإنجليزية)
- ليلة اكتمال القمر على موقع ليتربوكسد (الإنجليزية)
- ليلة اكتمال القمر على موقع كينوبويسك (الروسية)